# Bicarbonato d'ammonio
Il bicarbonato d'ammonio (o idrogenocarbonato d'ammonio) è un sale acido dell'ammoniaca e dell'acido carbonico, avente formula NH4HCO3 o [NH4]+[HCO3]−.

## Proprietà
Il bicarbonato di ammonio è un composto salino termodinamicamente molto stabile, ΔHƒ° = -849,4 kJ/mol, ma molto poco stabile cineticamente. A temperatura ambiente si presenta come un solido incolore o polvere bianca dall'odore lieve di ammoniaca. Si può preparare passando un flusso di CO2 in soluzione acquosa di ammoniaca (Idrossido di ammonio NH4OH) raffreddando la soluzione si separa il sale, che si può ricristallizzare e ottenere come cristalli rombici incolori.
È molto solubile in acqua, dove si scioglie assorbendo calore (processo endotermico) e la sua soluzione acquosa è debolmente basica. È praticamente insolubile in alcool, acetone ed acetato di etile.
A temperature superiori a 35 °C si decompone producendo fumi di ammoniaca:
NH4HCO3   →   NH3 + CO2 + H2O
Reagisce velocemente con acidi, basi forti e forti ossidanti. Con acidi, dalla reazione si producono i corrispondenti sali di ammonio, oltre ad anidride carbonica ed acqua:
NH4HCO3 + HCl   →   NH4Cl + CO2 + H2O
Reagisce con una mole di base forte come NaOH svolgendo ammoniaca e dando bicarbonato di sodio in soluzione:
NH4HCO3 + NaOH   →   NaHCO3 + H2O + NH3 ↑
La reazione con i solfati dei metalli alcalino-terrosi porta alla precipitazione dei rispettivi carbonati e formazione di solfato di ammonio:
CaSO4 + 2 NH4HCO3   →   CaCO3 + (NH4)2SO4 + CO2 + H2O
Reagisce con gli alogenuri alcalini dando i rispettivi bicarbonati e il corrispondente alogenuro di ammonio:
NH4HCO3 + KCl   →   NH4Cl + KHCO3

## Applicazioni
Viene utilizzato nell'industria alimentare come agente lievitante nella preparazione di dolciumi o come regolatore di acidità (ha sigla E503) e viene usato anche negli estintori e come agente di rigonfiamento in materiali plastici porosi.